# MalaYerba
MalaYerba es una serie web de habla hispana producida por Sony Pictures Television y Dynamo. Está dirigida por Andrés Beltrán, y Salomón Simhon y cocreada por Natalia Echeverri, Andrés Beltrán y Esteban Orozco. Se estrenó el 14 de septiembre de 2021 en Estados Unidos y Puerto Rico en Pantaya, mientras que para España y Latinoamérica fue estrenada el 31 de octubre de 2021 en Starzplay. La serie cuenta con un total de una temporada y diez episodios de 45 minutos. El elenco está encabezado por María Elisa Camargo, Carolina Gaitán, Juan Pablo Urrego, y Sebastián Eslava.

## Reparto
- María Elisa Camargo como Mariana[2]
- Carolina Gaitán como Lola[2]
- Juan Pablo Urrego como Ignacio[2]
- Sebastián Eslava como Félix[2]

## Episodios
| N.º | Título                     | Dirigido por   | Escrito por                              | Fecha de lanzamiento original |
| --- | -------------------------- | -------------- | ---------------------------------------- | ----------------------------- |
| 1   | «Piloto»                   | Andrés Beltrán | Esteban Orozco y Nicolás Serrano         | 14 de septiembre de 2021      |
| 2   | «Oro Verde»                | Andrés Beltrán | Esteban Orozco                           | 14 de septiembre de 2021      |
| 3   | «El mar lo cura todo»      | Andrés Beltrán | Esteban Orozco y Juan Sebastián Granados | 14 de septiembre de 2021      |
| 4   | «La genética del pasado»   | Andrés Beltrán | Diego Chalela y Esteban Orozco           | 14 de septiembre de 2021      |
| 5   | «Una visita esperada»      | Salomón Simhon | Esteban Orozco y Tatiana Andrade         | 14 de septiembre de 2021      |
| 6   | «Todo va a estar bien»     | Salomón Simhon | Esteban Orozco y Juan Sebastián Granados | 14 de septiembre de 2021      |
| 7   | «El primer año (Parte I)»  | Salomón Simhon | Esteban Orozco e Iván Gaona              | 14 de septiembre de 2021      |
| 8   | «El primer año (Parte II)» | Andrés Beltrán | Esteban Orozco                           | 14 de septiembre de 2021      |
| 9   | «Una vuelta de hoja»       | Andrés Beltrán | Esteban Orozco                           | 14 de septiembre de 2021      |
| 10  | «Los estúpidos»            | Andrés Beltrán | Esteban Orozco                           | 14 de septiembre de 2021      |